# Píseň o Viklefovi
Píseň o Viklefovi (pol. Pieśń o Wiklefie) je píseň složená Jędrzejem Gałkou z Dobczyna v polském jazyce. Píseň vznikla nejspíše v létě roku 1449 ve slezském Horním Hlohově. Ve své době byla označována obecným názvem »cantilena vulgaris«.
Je označována za první známé dílo polské reformace či za nejstarší památku světské politické písně v polském jazyce.
Píseň má čtrnáct slok a dle obsahu ji lze rozčlenit do tří částí: prvních pět slok oslavuje Jana Viklefa, v další části je polemika s papežstvím a ztotožnění „císařských popů“ s antikristy a závěrečná část pojednává o duchovním boji proti těmto antikristům a končí modlitbou o pravdivé kněze.